# 五老岳
五老岳（ごろうがたけ）は、京都府舞鶴市の中央部、東舞鶴と西舞鶴を分ける山である。五老ヶ岳とも表記される。標高301m。

## 特徴
山頂から見える、複雑に入り組んだリアス式海岸と、日本海に浮かぶ緑の島々が広がる景色豊かな山である。
また、五老岳にそびえる高さ50mの展望タワーである五老スカイタワーからは、「近畿百景第1位」に選ばれた舞鶴湾、舞鶴市内の景観を360度のパノラマで満喫することができ、大江山、長老ヶ岳および青葉山など丹波高地の山々を望むことが出来る。
初日の出を見るための好スポットとしても広く知られている。

## アクセス
西舞鶴から
- JR西日本 西舞鶴駅から京都交通バス・東舞鶴行きバスで「五老ヶ岳公園口」下車し、徒歩で約45分
- JR西舞鶴駅からタクシーで約15分

東舞鶴から
- JR西日本 東舞鶴駅から京都交通バス・西舞鶴行きバスで「五老ヶ岳公園口」下車し、徒歩で約45分
- JR西舞鶴駅からタクシーで約25分